# Seznam avstralskih glasbenikov
Seznam avstralskih glasbenikov in glasbenih skupin.

## 0–9
| - 1200 Techniques - 12th House - The 12th Man (a.k.a. The Twelfth Man) - 1927 | - 2 Litre Dolby - 28 Days - 30 Odd Foot Of Grunt - 4Switcha - 5000 Fingers of Dr. T | - 5.15 - 67 Special - 78 Saab |

## A
| - Chris Abrahams - Josh Abrahams (a.k.a. Puretone) - Absent Friends - AC/DC - The Acid Drops - Courtney Act - Adam Said Galore - Addiction 64 - Addictive - Adeline - Adlerseri - AEIOU - Aerial - After The Fall - Against - AguageFor - The Aints - Air Supply - Hayley Aitken - aJay - A.K.A. - Akradia - Alchemist - Kate Alexa - Cristian Alexanda - Alf - The Aliens - A-L Larsen Duo - Christie Allen - Peter Allen - Candice Alley - All India Radio - Oren Ambachi - Ambassador 77 - The American Public - Amica - Amiel (a.k.a. Amiel Daemion) | - Ammonia - Vanessa Amorosi - Christina Amphlett - Diana Anaid (a.k.a. Diana Ah Naid) - And An A - Beth Anderson - Peter Andre - The Androids - Andromeda (now Love Outside Andromeda) - Aneiki - An Empty Flight - The Angels - Angry Anderson - Anonymous Gift - Another Race - Simon Anson - Anterland - Keith Anthonisz and Three Wise Monkeys - Doug Anthony All Stars - Antiskeptic - Christine Anu - Anuj - The Apartments - Kristy Apps - Arbuckle - Arcade - The Architects - Architecture In Helsinki - Arctic - The Arctic Circles - Area-7 - Tina Arena - Areyonga Desert Tigers - Arkee Opterix - Artificial - The Artisans | - Art of Fighting - Johnny Ashcroft - Doug Ashdown - Ashtray Boy - The Assassins - Astriaal - Asylum - Atari Baby - ATC - A Thousand Parks - Mark Atkins - Anthony Atkinson - Meera Atkinson - Atlantics - At Sea - Audio Cephlon - Audiophile - Augie March - Sherrie Austin - Australian Cast - Australian Crawl - Australian Idol (Final 12)]] - The Avalanches - The Avenues - Aviator Lane - Avid Grey - Avon - Avra - Avrigus - Axiom - Azure |

## B
| - Baby Animals - Bachelor Girl - The Backsliders - The Badloves - The Baggsmen - Merril Bainbridge - James Baker - Bam Balams - Bamboos - Michala Banas - The Barbarellas - Tony Barber - Bardot - Nick Barker - Jimmy Barnes - The Barons - The Barleyshakes - Bart & Friends - Noeleen Batley - Kim Beales - Beam Up - Beanort - The Beasts of Bourbon - The Beautiful Few - The Beautiful Girls - Because Of Ghosts - The Bee Gees - The Benders - The Benedicts - The Bens - Merv Benton - Bergerac - The Best Friends Group - Betaville Orchestra - Steve Bevis - The Bhagavad Guitars - B(if)tek - Big Pig - Big Heavy Stuff - Big Home Orchestra - Bionikworld | - Bilby - Ben Birchall - Billy Birmingham - The Bird - Birdblobs - The Birthday Party (previously Boys Next Door) - The Bites - Bittersuite - BJ Caruna - The Blackeyed Susans - Blackfeather - Black Lung - The Black Sorrows - Blackstorm - Bladez of Hadez - Peter Blakeley - Peter Blamey - David Blanassi - Sarah Blasko - Bleepin' J Squawkins - Blek Bala Mujik - The Blips - Blizzard Brothers Inc. - Blood Duster - Bloodloss - Bluebottle Kiss - The Bluehouse - Bluejuice - Blueline Medic - James Blundell - The Boat People - The Bo-Weevils - Bobby & Laurie - Bodyjar - BodyRockers - Bond - Graham Bond - Bonzai - Boom Crash Opera - Booster Valves - Bordello - Bored! - Kevin Borich Express - John Botica | - Clare Bowditch - Boxcar - Box Of Fish - Damon Boyd - Boys Next Door (poznejša The Birthday Party) - Boystar - Brace - Brainstorm - Daryl Braithwaite - Braving The Seabed - Breaknecks - Brer Mouse - David Bridie - Brillig - Brindle - Jackie Bristow - Karl Broadie - Dave Broadley - Broken Flight - Asa Broomhall - Phillip Brophy - Ray Brown & The Whispers - Browning - Monique Brumby - Bruna - Brunatex - BudLeeHellRide - The Bumblebeez - Burgers Of Beef - Bullamakanka - Ronnie Burns - Don Burrows - The Butcher Shop - The John Butler Trio - Butterfingers - The Butterfly Effect - Butterfly 9 - Debbie Byrne / Debra Byrne - B.Z. |

## C
| - Cabin Crew - Brian Cadd - Scott Cain - Ross Calia - Anthony Callea - Calling Kaiser - The Camels - Joe Camilleri - David Campbell - Candy Harlots - The Cannanes - Canopy - The Cants - Canvas - Captain Matchbox Whoopee Band - Rob Care - Carpathian - The Castlereagh Line - Career Girls - Emmanuel Carella - Kev Carmody - Peter Carolan - Michael Carpenter - Cartel - Carter & Carter - Tim Carter - Cartman - Cartwheel - Bec Cartwright (a.k.a. Rebecca Cartwright) - Carus - The Casanovas - Troy Cassar-Daley - Catapult - Catch Cry - The Cat Empire - Catnip - Nathan Cavaleri - Nick Cave and the Bad Seeds - Kelly Cavuoto - C.B.M. - CDB - Ceasefire - Kate Ceberano - Celibate Rifles - Centipede - Chad's Tree - Chain | - Chakradiva - Bill Chambers - Kasey Chambers - Champagne Edge - Change Of Face - Chantoozies - Belinda Chapple - Charlotte's Web - Cheetah - Johnny Chester - The Chevelles - Cheyne (bivša Madison Avenue) - Chili Hi Fly - Chills - Chloe - Chocolate Starfish - The Choirboys - Chong Lim Band - Jimmy Christo - The Chucky Monroes - The Church - Chrysophase - Cinema Prague - Cipher - Circle Clan - Circle of Willis - Citizen - The City Lights - Clann Zu - Richard Clapton - Rob Clarkson - Clean - Jane Clifton - Jen Cloher - Clone-B - The Clouds - Clowns Smiling Backwards - Club Hoy - Clue to Kalo (bivša Super Science, a.k.a. Mark Mitchell) - C-Minus Project - The Cockroaches - Cog - Coindrop - Cold Chisel - Adam Cole - Beccy Cole - Collette | - Andy Collins - Colorblind - Coloured Stone - Ray Columbus and The Invaders - Company of Strangers - Coneheads - Nick Conolly - Conspirators - Deborah Conway - Al Cook - Robert Cooper - Cordrazine - Coronet Blue - Nikka Costa - Contrapunctus - Cosima (a.k.a. Cosima De Vito, Cosima Devito) - Cosmic Psychos - Ricki-Lee Coulter (a.k.a. Ricki-Lee) - Country Radio - Crackerjacks - Crank - The Crash Palace - Crazy Baldheads - Cremator - Crent - Crettins Puddle - Crimes Of The Primary - Clint Crighton - Barry Crocker (and The Doug Anthony All Stars) - Selena Cross - Crow - Crowded House - Crown Of Thorns - The Cruel Sea - Cruiseboat - Crying Out Loud - The Crystal Set - Culture Connect - Stephen Cummings - The Cunning Stunts - Curious (Yellow) - Paulini Curuenavuli (a.k.a. Paulini) - Custard - Cut Copy |

## D
| - Daddy Cool - Amiel Daemion (a.k.a. Amiel) - The Dagoes - The Daisycutters - Dallas Crane - Dance Set - Dando/Lee/Petersson/Schwartzman - Danielle (a.k.a. Danielle Stearman) - Dannii (a.k.a. Dannii Minogue) - Dappled Cities Fly - Alan Dargin - Darkage - The Dark Horses - Josie Darling - Julia Darling - Das Rumpus - Daughterboy Jao - Bryan Davies - Iva Davies - Rod Davies - The Day After - Day of Contempt - Dead Can Dance - The Deadly Hume - Dead Ringer Band - Deadstar - Decline of the Reptiles - Decoder Ring - Deep Child - Deezleteens - Def FX - The Delltones - Deloris - Del Webb Explosion | - Suzi DeMarchi - Lydia Denker - Denvar - Deprogram - Desert Oaks Band - Andrew DeSilva - Johnny Devlin - The Devoted Few - Didjworks - Johnny Diesel (aka Diesel) and The Injectors - Died Pretty - Digit Span Test - The Dingoes - Digga (of The J-Wess Project) - Ray Diode - Diplomat - Directions in Groove - Dirty Lucy - Dirty Three - Disaster Plan - Disco Montego (bivša Kaylan) - Disco Stu - The Dissociatives - The Divinyls - Djamel - Dave Dobbyn - Abby Dobson - Dogbuoy - Dog Trumpet - Joe Dolce Music Theatre - Dollar Bar | - Casey Donovan - Jason Donovan - The Donovans - Doppelgangers - Do Re Mi - Dorian Grey - Dower - Downsyde - Downtime - Matthew Doyle - Drag - Dragon - Draw The Line - Jeff Dread - Dream Catcha - Barry Drive - Driving Past - The Drongos - Drop City - The Drugs - Dreamtime Christmas All-Stars - Drummond - DSA - Dsico - dts - Dubrovniks - Jeff Duff - Dumb And The Ugly - Dumpster - Austin Dunmore - Robyne Dunn - Alison Durban - Dust Collection - Slim Dusty - Dynamic Hepnotics - Dyslexic Fish |

## E
| - Earth To Nigel - Earwax - The Eastern Dark - Amanda Easton - Richard Easton - The Easybeats - Eat Laser Scumbag - ECM - Mark Eden - Lisa Edwards - Ted Egan - Egosystem - Electric Mary - Electric Pandas - Elementary Penguin - Elephant Gun | - Elixir - Matt Ellis - Warren Ellis - El Mopa - Embodiment 12:14 - Grace Emily - Tommy Emmanuel - End of Fashion - Endorphin - Jon English - Enszo - Entropic - Epicure - Ergon - The Ergot Derivative - The Escapades - Eskimo Joe | - ESN - Essendon Airport - etypejazz - Euphoria - The Eurogliders - Bob Evans - Even - Even As We Speak - The Every Brothers - Examplehead - Explanetary - Exploding White Mice - Explosion Robinson - Exserts |

## F
| - Fagan - Faker - Falling Joys - Fallopion Tube - Fang - The Fangs - Bernard Fanning - FAQ - John Farnham - Cam Farrar - Fast Cars - Fatigue - Fear And Loathing - Fear Of Falling - Feedtime - The Feelers - Felix - The Fergusons - The Ferrets - Fibrotown - Fiction Romance - Field Day - Billy Fields - Figgkidd - The Fightin' Amish | - Fini Scad - The Finkers - Neil Finn & Friends - Tim Finn - Laya Fisher - Fishermen - Fixed Up - Flaming Hands - Flash & The Pan - Flavoured Sounds - Flee The Capital - Flowers - Flying Circus - Ben Folds - Fools Apart - The Foots - For Amusement Only - The Forresters - Forte - Founder - FourPlay - Fourth Floor Collapse - Fragile - David Franj | - Francijasca - Kat Frankie - Chris Franklin - French Clock - Frente! - Frenzal Rhomb - James Freud - Friendly - Friendly Injun - Frieze - Front End Loader - Frontier Scouts - The Frugals - Fruit - Full Chrome Molly - Full Front Lobotomy - Full Scale - Full Throttle - Function - Fungus Brains - Funkmeister G - Sia Furler (a.k.a. Sia) - Further - Future Native |

## G
| - Kiley Gaffney - Sarah Gardner - Nathan Gaunt - GANGgajang - The Garden Path - Gaslight Radio - Nathan Gaunt - Gazoonga Attack - GB3 - Joe Geia - Gelbison - Gemma - The Genes - Genius - Genshen - George - Linda George - Gerling - German Humour - Gersey - Gershey - Renee Geyer (a.k.a. Renée Geyer) - Ghostwriters - Giants of Science - Andy Gibb - Gigantic | - Gina G - Girlfriend - Girl Germs - Givegoods - Sarah Giufre - Glance - GlassHouse - Glide - Glister - Glockenspiel - Glu - gnitch:gnitch - The Go-Betweens - Goanna - The Goat - God - The Godbotherers - Godstar - Golden Rough - Gondwanaland - The Gondwanaland Project - Good Buddha - Delta Goodrem - Goodshirt - Gorgeous - Andy Gorwell | - The Go Set - Gota Cola - The Government - Grand Central - Grand Salvo - Grandview - Grandville - Cheryl Gray - Rachel Green - Greg Dear and the Beautiful Losers - Jeremy Gregory - Grinspoon - Slava Grigoryan - Grong Grong - The Groop - Groove Terminator (a.k.a. GT) - Grooveyard - Guddling - Guernica - The Guild League - Gulf Klub - Gus and Frank - Guttersnipes - Guven - Gyan - Gyroscope |

## H
| - Halfday - Half Miler - Tim Hall - Halogen - Hamish - The Hampdens - Handmedowns - The Hanging Tree - Hang Seng - Darren Hanlon - Hannah - A Happy Family - Happy Hate Me Nots - Phillip Harding - The Hard-Ons - Harem Scarem - Rolf Harris - Harry Wears Trousers - Adam Harvey - Guido Hatzis - Colin Hay - Bernie Hayes - Darren Hayes - Leah Haywood - The Hazlewoods - H-Block 101 - The Head - Headstones - Heartfelt Self - Heavy Weight Champ - Ken Hell - Hey Gringo - Justin Heazlewood - Heifer | - Helicopters - Heligoland - Hellmenn - The Henrys - The Herd - Her Majesty's Finest - Hermitude - Colleen Hewitt - Hexadecimal - Hexbreakers - Hi-5 - Missy Higgins - High Pass Filter - High Stakes - Highway - Hillsong (a.k.a. Hillsong Church) - Hilltop Hoods - Charlton Hill - Hinderlandt - Deni Hines - Marcia Hines - Hinge - Highroad No. 28 - Hip Mo' Toast - The Hired Guns - Hiroshi - Hitchcock's Regret - The Hitmen - The Hive - David Hobson - Deborah Hocking - Deborah Hocking Band - Mark Holden | - Hollowmen - The Holy Rollers - The Hoodoo Gurus - The Honeyriders - The Honeys - Horny Toads - Horsehead - Hoss - The Hot Lies - Hot Rubber Glove - House of Circles - The Houseprouds - Jack Howard - Howard I Know - Howling Commandos - Michael Hubbard - Bob Hudson - David Hudson - Hugo Klang - Human Nature - Humbug - Humdingers - Hummel - Hummingbirds - Ruby Hunter - Hunters and Collectors (a.k.a. Hunters & Collectors) - Huon - Jade Hurley - The Hurts - Hush - Michael Hutchence (bivša INXS) - Jamie Hutchings - Hydroplane |

## I
| - I Killed The Prom Queen - Icecream Hands - Icehouse - The Icons - Ides Of Space - Frank Ifield - Ikey Mo - Ilanalounge - Ilanda - Iliad - Illana | - Imaginary Band - Amantha Imber - Laura Imbruglia - Natalie Imbruglia - I'm Talking - Informatics - Infusion - Inner Sleeves - Inside Zero - iNsuRge - International Karate - Introverts | - Invertigo - INXS - Ionic - IOTA - Iron On - Iron Sheiks - Irrelevant - Is Dung is Good! - Isherwood - Israel - The -Ists - Itch-E and Scratch-E - Ivory |

## J
| - Tamara Jaber (a.k.a. Tamara) - Melinda Jackson - The Jackson Code - Jackson Mendoza - Jacksworld - Duncan James - Eden James - Eran James - Isaac James - Janah - January - Japunga - The Jaynes - Laura Jean - Jebediah - Gina Jeffries | - Jericho - Jerk - Jet - JFK and the Cuban Crisis - Jigsaw - Jilted - Jimmy and the Boys - Jive Express - Joanne - Jeff St. John - John Citizen - Johnny Teen & The Brokenhearts - The Johnnys - Daniel Johns | - Matthew Johns (a.k.a. Reg Reagan) - Kevin Johnson - Cass Jones - Spencer P. Jones - Vince Jones - The Jordans - Josie 7 - Josivac - Col Joye in The Joy Boys - Juggernaut - July 14th - Maya Jupiter - Justice Yeldham and the Dynamic Ribbon Device (a.k.a. DJ Smallcock) - Jay Justin |

## K
| - Rebekah K - Kaleidoscope - Kamahl - Charles Foster Kane - Mandy Kane - Rachael Kane - Kanvas Grey - Karma County - Karnivool - Kath & Kim - Kaylan (zdaj Disco Montego) - Jim Keays - Keiko - Paul Kelly - The Kelpies - John Kennedy - John Kennedy's Love Gone Wrong - Levi Kereama - Lee Kernaghan | - Tania Kernaghan - Kevlar - Keystone Live - Kid Confucius - Kid Courageous - Nicole Kidman - Kids In The Kitchen - Steve Kilbey - The Killchoir Project - Killer Sheep - Killing Heidi - The Killjoys - King Curly - King Daddy - King Pig - King Snake Roost - Kisschasy - Koolism - Kleinzeit - The Klerks | - Klinger - Klippspringer - Knievel - Grace Knight - Kniki - Chris Knox - Tim Koch - Sophie Koh - Kryptonics - The KT26ers - Ed Kuepper - Kulaia (of The J-Wess Project) - Kulcha - Kyle - Kuling Brothers - Kylie (a.k.a. Kylie Minogue) |

## L
| - The Lab - Labradogs - Lab Rat - Lacto-vo - The La De Das - La Huva - Lake - Lalotoa - Lancaster - David Lane - Jeff Lang - Lanky Dan - Lariat - Lash - Last House On The Left - The Laughing Clowns - Lavish - Buna Lawrie - Lazaro's Dog - Lazy Susan - Ledfut - Ben Lee - Dinah Lee - Lonnie Lee - The Leftovers - Legends of Motorsport | - Len Lane Line - Leonardo's Bride - Leo Nine - Lessiedoes - Lethbridge - Letraset - Let's Go Naked - Matt Lewin - The Lime Spiders - Reg Lindsay - The Lighthouse Keepers - Lightly Salted Peanuts - Lime Spiders - Lino - Lior - Lipstick Killers - Jimmy Little - Little Birdy - Little General - The Little Gods - Little Heroes - Little Murders - Little Nobody - Little Pattie - Little River Band - Little Smoke - Elpis Liossatos - Live Element - The Living End - Lizard Train - Alex Lloyd - Carol Lloyd / Carol Lloyd Band | - Local Pricks - Loki - Lolly (of The J-Wess Project) - The Long Weekend - Look Who's Toxic - Lost & Found - Lost Resort - Lo-Tel - The Louder - The Loved Ones - Love Lies Bleeding - Nick Lovell - Love Me - Love Minus Zero - Love Of Diagrams - Love Outside Andromeda - Love Tattoo - The Lovetones - Low Frequency Occupation - Lubricated Goat - The Lucksmiths - Lucky Starr - Baz Luhrmann - Luminous Humbug - Dan Luscombe - Luvatarians - Lyrical Commission |

## M
| - Paul Mac (a.k.a. paulmac) - Machinations - Machine Gun Fellatio (a.k.a. MGF) - Macho Clowns - Mach Pelican - Jade MacRae - Marching Girls - Dom Mariani & The Majestic Kelp - Madison Avenue - Mad Turks from Istanbul - Maeder - Maewest - Magic Dirt - Magic Lunchbox - Magmus - Maidstone - Major - Makers Of The Dead Travel Fast - Dean Manning - Alan Maralung - The Marigolds - The Mark of Cain - Martha's Vineyard - Martin & Molloy - Masonia - Massappeal - Masters Apprentices - Wendy Matthews - The Mavis's - Max And The Little Ensemble - Mayfly - Genevieve Maynard - Mike McCarthy - Brooke McClymont - David McCormack & The Polaroids - Paul McDermott - Danny McDonald - Tess McKenna - Craig McLachlan and Check 1-2 - G W McLennan - Sarah McLeod - Charlie McMahon - Angela McMurray - Betty McQuade - M.Craft - McSweeney | - Meanies - Meatbee - Media - Meebar - Kate Meehan - Meem - Don Meers - Melanie & Ashley - Nellie Melba - The Melbourne Symphony Orchestra - Melissa (a.k.a. Melissa Tkautz) - Melody Crystal - Melodyssey - Melt - Melting Skyscrapers - Men at Work - Mental As Anything - Meo 245 - Mercury4 - Merge - Merril Bainbridge - Max Merritt and The Meteors - Me-Lee's Mosaic - Daniel Merriweather - Mersea - The Mess Hall - Mettaphor - The Mexican Spitfires - Midget - Midnight Oil - Midstate Orange - Mid Youth Crisis - Mighty Boy - Mieli - Miles From Nowhere - Rob Mills - Mindsnare - Minimum Chips - Dannii Minogue (a.k.a. Dannii) - Kylie Minogue (a.k.a. Kylie) - Mint - Minuteman - Mi-Sex - Miss.en.sound - The Missing Links - Mission Blue - Mitey Ko - The Mixtures - Anika Moa | - The models - The Moffs - The Mojo Singers - The Monarchs - Mondo Rock - Sophie Monk - The Moodists - Nessa Morgan - Tom Morgan - Moriarty - The Morning After Girls - Morning Glory - Jenny Morris - Peta Morris - Russell Morris - Mortification - Emma Morton - Bidston Moss - Ian Moss - Mother Goose - Mother Hubbard - The Mothers - Motor Ace - Moustache - Moving Pictures - MPD Limited - Mr Floppy - Mr Mustard - Mr Sandman - Mr Timothy - Mr X - Mrs Pinkwhistle - Mudsa - Mukaizake - Ted Mulry / Ted Mulry Gang - Multiball - Mumma Green - Munch - The Mundanes - Munky Punch - Brendan Murphy - Miranda Murphy - Pete Murray - Mushroom Planet - The Mustard Club - The Mutton Birds - Muzzy Pep - My Disco - My Formula - My Friend The Chocolate Cake - Mystery of Sixes - Mystral Tide |

## N
| - Naked Heart - Naked Lunch - Naked Raven - The Naked Remain - Narcotic Thrust - Mark Narkowicz - Nation Blue - The Necks - Negative Hold - Neon - Neotec - Neptunes - Nerve Agent - Tania Netherway Band - Neuroscape - New Buffalo - New Christs | - The New Dream - New Race - News - Newsboys - The New Seekers - Olivia Newton-John - Next Stop Jersey - Shane Nicolson - Nidis - Nightstick - The Night Terrors - Phillippa Nihill - Ninetynine - No - Patsy Ann Noble - nod - No Destination - No Fixed Address - No Grace | - Noise Addict - Noiseworks - Noism - NoKTuRNL - Shannon Noll - No Man's Land - Noogie - North Tanami Band - Paul Norton - Not Drowning, Waving - Not For You - Not From There - Novus - Nunbait - Nursery Crimes |

## O
| - Oblivia - Eris O'Brien - Ochre - Offcutts - Johnny O'Keefe - OK Tokyo - Ol' 55 | - Old Man River - Ollo - Ali Omar - One Dollar Short - Sharon O'Neill - One Million Pieces - On Inc. - Orchestra Of Skin And Bone - Origami | - Origene - Orisha - Oscarlima - Other People's Children - Other Voices - Overnight Jones - Melanie Oxley - Tim Oxley - Ozi Batla |

## P
| - P'nau (a.k.a. Pnau) - David Page - Jessica Paige - Painters and Dockers - Palisades - Palladium - Palo Alto - Pam and the Passions - Panel of Judges - Pangaea - The Panics - Paperadio - Paradime - Paradise Burning - The Paradise Motel - Parker - Rachel Parkinson - Parkway Drive - Passengers - Passionbox - Past To Present - Patterson's Curse - Pauline Pantsdown - paulmac (a.k.a. Paul Mac) - Doug Parkinson - Parlour - The Party Boys - Fur Patrol - Paulini (a.k.a. Paulini Curuenavuli) - Peabody - Toni Pearen - Pear Shaped - Pendulum - People of Alaska - People With Chairs Up Their Noses - Angie Pepper - Peregrine - Nick Perjanik - Tex Perkins - The Persian Rugs | - The Personnel - Peso Kim - Phoebe's Dream - Philisteins - Jodi Phillis - Jonny Phive - Phonetics - Photos Of Being - Wons Phreely - The Pictures - Pinata - Pineapples from the Dawn of Time - Tuesday Piranha - Gary Pinto - Plankton - Platform 6 - Play Loud - Plays With Marionettes - Martin Plaza - Plonker - The Plunderers - Pnau (a.k.a. P'nau) - Point Blank - Polevault - Pollyanna - Polyvinyl - Poppin' Mommas - Popstars (Final 7)]] - Popstars Live (Finalists) - The Popular Front - Popular Mechanics - Porcelain Bus - Garth Porter - Positive Hatred | - Hans Poulsen - Powderfinger - Powder Monkeys - Pranksters - Prawns With Horns - Pray TV - The Premonition Project - Pre.Shrunk - Steve Prestwich - Pretty Violet Stain - Rick Price - The Primal Scene - Primary - Primevils - Procession - The Products - Professor Ratbaggy - Progression Cult - The Project - Prop - Propane - Proton Energy Pills - Pseudo Echo - Psychosurgeons - Psychotic Turnbuckles - Psycho Zombies - Pty Ltd - Purdy - Puretone (a.k.a. Josh Abrahams) - The Puritans - The Purple Gang - Purple Hearts - Purplene |

## Q
| - Quadbox - Quadrayne - Jenny Queen | - Quick 50 - Quick And The Dead | - Quirk - Quro |

## R
| - Rabbit Fan - Rabbits Wedding - The Radiators - Radio Birdman - Radio Dolls - Radio Freedom - Railroad Gin - Rand & Holland - Random - Random Sample - Andy Rantzen - RatCat - Rattlesnake Shake - Razel - Tracey Read - Reg Reagan (a.k.a. Matthew Johns) - Real Life - The Reasons Why - Johnny Rebb & The Rebels - Rebecca's Empire - The Rebel Astronauts - Red Fish Blue - Red Jezebel - Rejex - Helen Reddy - Redgum - Redletter | - The Red Sun Band - The Reels - Reference Point - Regurgitator - Tim Reid - Remake Remodel - The Remotes - Rentboy - Digger Renvell's Denvermen - Reprieved From Atrocity - The Reservations - The Resin Dogs - Retrospect - The Revelators - James Reyne - Marty Rhone - Rhubarb - Rosie Ribbons - Ricaine - Dig Richards & The R'Jays - The Richies - Ricki-Lee (a.k.a. Ricki-Lee Coulter) - Ian Rilen - The Rivalry - Archie Roach - Rob E G - Robertson Brothers - Anthony Rochester | - Rocket Science - The Rockmelons - Roger The Engineer - Rogue Traders - The Roll On Effect - Rollerskates - Aleesha Rome - Rose Tattoo - Normie Rowe - Roxus - Xavier Rudd - Phil Rudd - Rodney Rude - Wendy Rule - Roxanne - RuCL - Rumanastone - Ruteger - Jane Rutter - Rocks - Ross Ryan - Ruck Rover - Russians - Russian Teammate - Dern Rutledge - Ross Ryan |

## S
| - S2S (a.k.a. Sister 2 Sister) - Sacred Cowboys - The Saddle Club - Penny Safari - The Sailors - The Saints - Sakkuth - Salamander Jim - Kim Salmon and the Surrealists - Salmon Hater - Ian Sandercoe - David Sanders - The Sandman - Sandrine - Sandro - Sandpit - Samantha Sang - Sarakula - Sardine v - Savage Garden - Scandal'us - Scapa Flow - Karin Schaupp - Schvendes - The Scientists - Sci-Fi - Scissor Pretty - Scope - Bon Scott - Screamfeeder - Screaming Believers - The Screaming Jets - Screaming Tribesmen - Peter Sculthorpe - Seahorse Radio - Sea Life Park - Sean Sennett - Seascapes of The Interior - Sea Scouts - Season - Seaworthy - Guy Sebastian - Secondbest - Seconds Away - The Seekers - Seems Twice - Seismic - Sekiden - Sekret Sekret - Selwyn - Semicolon - Semikazi - Sense - Sense of Purpose - Serenade - Sophie Serafino - Seraphs Coal - Seventeen - Severed Heads - Mark Seymour - Shadowmill - Shakaya - William Shakespeare - Shaneal - The Sharp - Howard Shawcross - She'll Keep - The Shenanigans - Sherbet - Shifter - Shihad (začasna Pacifier) - Shikira - Shindiggers - ShotPointBlank - Showbag - The Shrinking Violets - Tamam Shud - Shutterspeed | - Shy Imposters - Sia (a.k.a. Sia Furler) - Side Effect X - Sidewinder - Joel Silbersher - Silverchair - Simpatico - Heli Simpson - Singlecoil - The Singles - The Sinking Citizenship - Sir - Sirens - Sirocco - Sister Bleach - Sixfthick - SkinInc - Chloe Skipp - Nick Skitz - The Skolars - Skulker - Skyhooks - Slaughtermen - Sleepville - The Sleepy Jackson - Sleepy Township - Slinkee Minx - Slush Puppies - Clint Small - Judy Small - Smallgoods - The Small Knives - Smash N Grab - Smelly Tongues - Broderick Smith - Jerome Smith & The End - Steven Smith - Smoke - Smudge - Snarski & Luscombe - Rob Snarski - Sneak - Sneeze - Snog - The Snorkels - Snout - Snow Leopards - Soap Star Joe - Sodaracer - Sodastream (a.k.a. Soda Stream) - Sofa Mecca - Soggy Porridge - Solaris - Solid State - Soljah - Soma - Somebody's Image - Some Kind Of Justice - The Someloves - Something for Kate - somewhereinsummer - Sonic Animation (a.k.a. sonicanimation) - Sophie & Kia (iz The Saddle Club) - The Sound Platform - Sounds Like Chicken - Sounds Like Sunset - Soup - Southend - Southern Outpost - Southern Sons - The Sparklers - The Spazzys - Spdfgh - Special Gueststar - The Specimens - Spectre's Revenge - Spectrum - Speedstar - Michael Spiby & Susie Ahern | - Spiderbait - The Spikes - Splash - Splatterheads - Split Enz - Splurge - Spod - Spokenfor - The Sports - Spot The Dog - Anita Spring - Rick Springfield - Spudcake - Spunkbubbles - Spy V Spy - Squipplepippy - The Stabs - Stanislavski - Barry Stanton - Starburst - Kirsty Stegwazi - Stella One Eleven - Jon Stevens - Stig Can't Clap - Stolen Picassos - Judy Stone - Stonefish - Sara Storer - Graham 'Shirley' Strachan - Starcasm - The Stars - Stealing Second - Danielle Stearman (a.k.a. Danielle) - The Steinbecks - The Stems - John Stephan - Steriogram - Steward - Stiff Gins - The Stickmen - Stingmansassy - Stingray - Judy Stone - Stone The Crows - Storm Front - Straightjacket fits - Stray Tapes - Subaudible Hum - Subtruck - Sugar Fix - Suicide Squad - Sumi - Summer Suns - Sunk Loto - The Sunnyboys - Sunset Strip - Superheist - The Superjesus - Super K - Supernaut - Supersonic - Surfside Six - Surprise Surprise - The Surrogate - Tammin Sursok (a.k.a. Tammin) - Joan Sutherland - Suvome - Swamp Monsters - Sway - The Swingers - Swirl - Switchkicker - Swivel - Swoop - Sympathie Grill - Sympathy7 - Systematics |

## T
| - Tactics - Tali - Steve Tallis - Melissa Tallon - The Tall Poppies - The Tall Shirts - Tamara (a.k.a. Tamara Jaber) - Tameaka - Tammin (a.k.a. Tammin Sursok) - Tatterdemalion - Taxiride - Kayne Taylor - Matt Taylor - Austen Tayshus - Team 9 - Teen Queens - Telafornica - Telemetry Orchestra - Temper Temper - Temple of Love - Temporal Lobe - The Tenants - Tendahook - Testeagles - Francois Tetaz - Texter - The The - Theak-Tet - Things of Stone and Wood - Thinktank - Thirsty Merc - This Is Your Captain Speaking - Irwin Thomas - Rover Thomas - Billy Thorpe and The Aztecs - Those Bloody McKennas | - Thought Criminals - Three Point Tilt - The Throb - Holly Throsby - Throwaways - David Thrussell - Thug - Louis Tillett - Toys Went Berserk - Tiddas - The Tigers - Tiltmeter - Zephyr Timbre - Times Up - TISM (a.k.a. This Is Serious Mum) - The Titanics - Titanium - Melissa Tkautz (a.k.a. Melissa) - Toby1 - Toby & The Chairs - Rob Tognoni - Tomlin - Tonjip - Tooth - Toronto - Errol H. Tout - Danielle Spencer - Spencer Tracey - Track 5 - Tracky Dax - Machine Translations - Transport - Transporter | - Transtar - Trapazoid - Trash - Trashed - Diana Trask - Treetops - Tren Brothers - Trench Gashes - Trey - Tribe - Tricity - The Triffids - Trilobites - The Trims - Tripod - Eva Trout - Tripps - Tucker B's - Tuff Monks - Tugboat - Tully - Tumbleweed - Joel Turner & The Modern Day Poets - Mick Turner - The Twelfth Man (a.k.a. The 12th Man) - Tweezer - Twelve 24 - The Twenty Second Sect - The Twilights - The Two Man Band - Two Thousand Mavericks - Two Way Garden - Tyke - Tylea and the Imaginary Music Score - TZU |

## U
| - Ukiyo-e - Ultranoise - Ultra Suite - Ultraviolet - Uncanny X-Men - Uncle Bill | - Uncle Monday - Underdogs - Underground Lovers - Underside - The Undertakers - Katie Underwood | - Up In Arms - Up 'N' Atom - Ups And Downs - Keith Urban - Urthboy - UV's |

## V
| - The Vacant Lanes - Mik La Vage - Holly Valance - Valentina - Andy Van (bivša Madison Avenue) - Vandalism - Katie Vanderzaag - Vanilla Chainsaws - Vantage - The Vasco Era - Amy Vee - The Velvet Janes - Vendetta - Venom P. Stinger - Darrin Verhagan | - Vermishus - The Veronicas - The Very Strange Year - Vicious Circle - Vicious Hairy Mary - The Victims - Anousha Victoire - Vika and Linda - Village Green - Vindaloonies - The Vines - Violetine - Virgin Black - The Visitors | - Vitabeats - Cosima De Vito (a.k.a. Cosima, Cosima Devito) - The Vivian Girls - Vocabularinist - The Volcanoes - Volition - Voodoo Monkeys - Voxsound - Vtek - The Vultees |

## W
| - Wagons - The Waifs - Waik - Waikiki - Wake Up & Listen - The Wake Ups - Walken - Jason Walker - Richard Walley - The Waltons - Anthony Warlow - Dave Warner - The Warumpi Band - Waryngya Band - Barb Waters - Wa Wa Nee - Dayle Wayne & The Wanderers - Weapon X - Weave - Guy Webster - Nikki Webster - Weddings, Parties, Anything - A.T. Wells | - Peter Wells - Tamas Wells - Wendy Icon - Carla Werner - J-Wess - The J-Wess Project - Weta - Wet Taxi - Wet Taxis - What A Day - Where's The Pope - Whippersnappers - Whirlywirld - White Cross - The Whitlams - Whole World - Whopping Big Naughty - Wicked Beat Sound System - Widdershins - The Wiggles - Greg Williams | - Mark Williams - John Williamson - Bart Willoughby - Chris Wilson - Marie Wilson - Pat Wilson - Ross Wilson - Trevor Wilson - The Winters - Wiseacre - The Wish - Wishful Thinking - Wolfmother - Women in Docs - Tiffani Wood - Wookstar - World War XXIV - Wrecked Jets - The Wreckery - Stevie Wright - The Wrights - WUAL |

## X
- X
- Xero
- Xistance

## Y
| - Ya Ya Choral - The Yearlings - Yothu Yindi - You Am I - You Blabbed About Mars | - Dougie Young - Jamison Young - Johnny Young - John Paul Young - Young Docteurs - Young Modern | - Young Teenage Band - Your Motive For - Youth Group - Mandawuy Yunupingu (od Yothu Yindi) |

## Z
| - Zaibatsu - Z-Cars - The Zebras - Zeek - Zenyth | - Jo Jo Zep and The Falcons - Zephyr - Zeptepi - Zetland - The Zimmermen | - Zinc - Zombie Crime Boss - Zoot - Zoot Suit - The Zorros - Darlene Zschech - zog |